# Le Mesnil-en-Thelle
Ne doit pas être confondu avec Le Mesnil-Saint-Denis.
Le Mesnil-en-Thelle est une commune française située dans le département de l'Oise, en région Hauts-de-France.

## Géographie

### Description

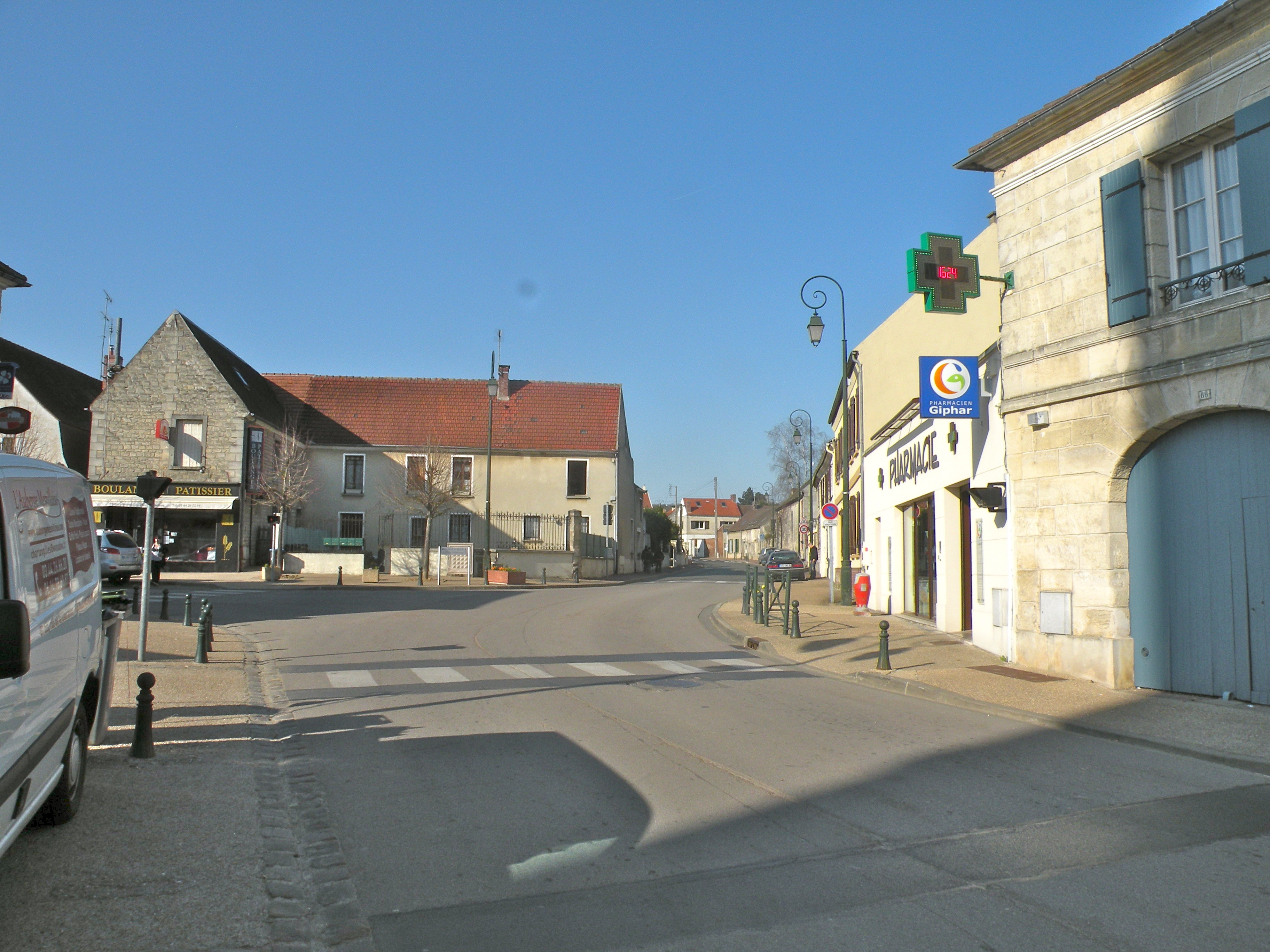
La rue principale du Mesnil-en-Thelle.

Le Mesnil-en-Thelle est un bourg périurbain du Pays de Thelle situé à la limite sud du département de l'Oise, en limite du Val-d'Oise.
Il est situé à vol d'oiseau à 32 km au sud-est de Beauvais, à 16 km au sud-ouest de Creil, à 15 km à l'ouest de Chantilly, à 37 km au nord de Paris et à 20 km au nord-est de Pontoise.
Il se trouve dans l'aire d'attraction de Paris, dans la zone d'emploi de Beauvais, dans le bassin de vie de Persan et la ville-centre de son unité urbaine

### Communes limitrophes
La commune est limitée par Chambly au sud-ouest, Fresnoy-en-Thelle au nord-ouest, Morangles au nord-est, Bernes-sur-Oise et Persan (en Val-d'Oise) au sud.
| Fresnoy-en-Thelle |                     | Morangles                    |
| Chambly           | Mesnil-en-Thelle    | Bernes-sur-Oise (Val-d'Oise) |
|                   | Persan (Val-d'Oise) |                              |

### Géologie et relief
La superficie de la commune est de 6,09 km2 ; son altitude varie de 29  à   101 mètres.
En 1842, Louis Graves indiquait que « le territoire dépourvu d'eau, descend depuis la hauteur du Mont-Perreux jusqu'au niveau de la vallée de l'Oise ».

### Hydrographie

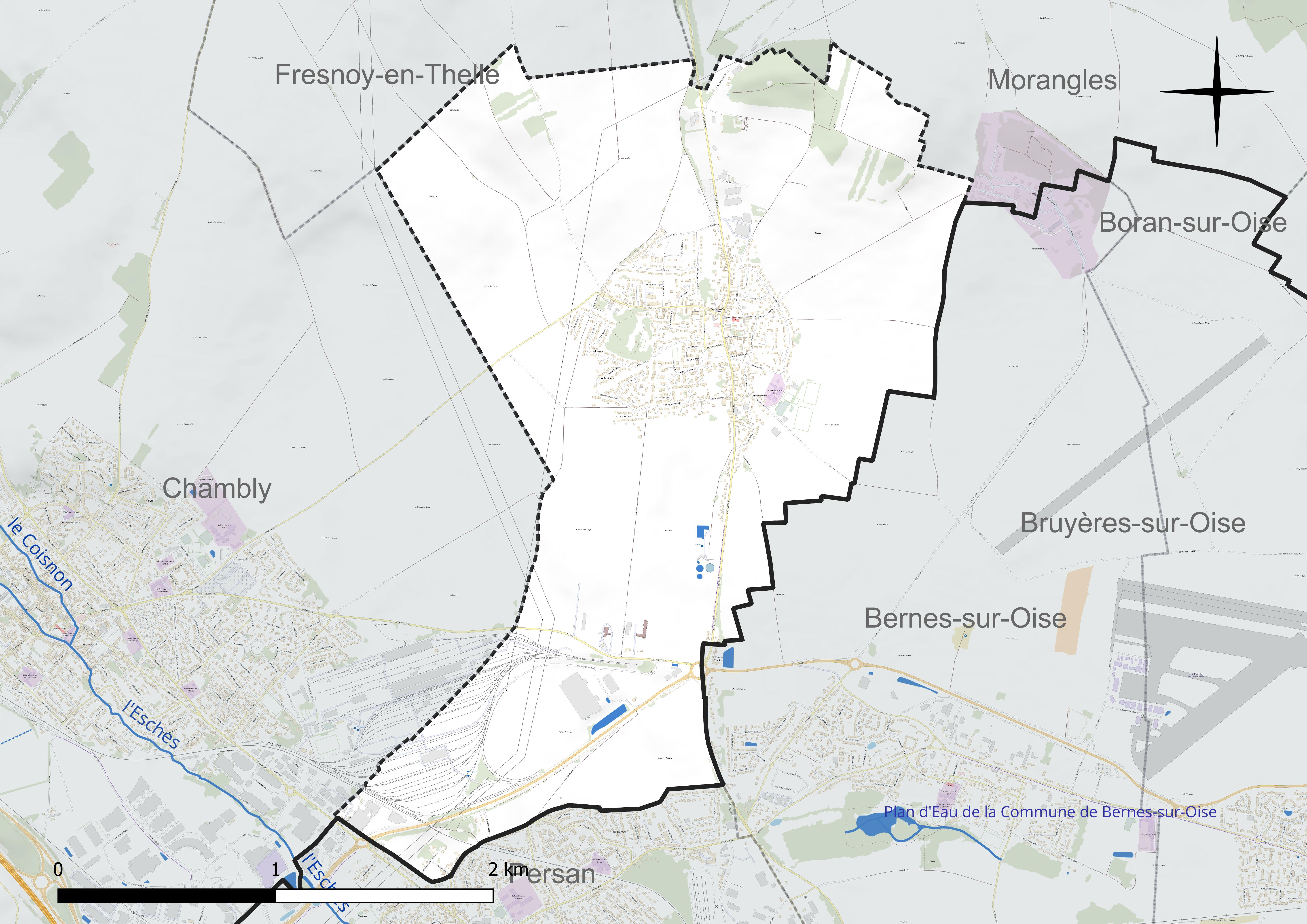
Réseau hydrographique du Mesnil-en-Thelle.

La commune est située dans le bassin Seine-Normandie.
Elle n'est drainée par aucun cours d'eau,.

### Climat
Pour des articles plus généraux, voir Climat des Hauts-de-France et Climat de l'Oise.
En 2010, le climat de la commune est de type climat océanique dégradé des plaines du Centre et du Nord, selon une étude du CNRS s'appuyant sur une série de données couvrant la période 1971-2000. En 2020, Météo-France publie une typologie des climats de la France métropolitaine dans laquelle la commune est dans une zone de transition entre le climat océanique et le climat océanique altéré et est dans la région climatique Sud-ouest du bassin Parisien, caractérisée par une faible pluviométrie, notamment au printemps (120 à 150 mm) et un hiver froid (3,5 °C).
Pour la période 1971-2000, la température annuelle moyenne est de 11,1 °C, avec une amplitude thermique annuelle de 14,8 °C. Le cumul annuel moyen de précipitations est de 651 mm, avec 11,6 jours de précipitations en janvier et 7,8 jours en juillet. Pour la période 1991-2020, la température moyenne annuelle observée sur la station météorologique la plus proche, située sur la commune de Creil à 17 km à vol d'oiseau, est de 11,2 °C et le cumul annuel moyen de précipitations est de 662,2 mm,. Pour l'avenir, les paramètres climatiques de la commune estimés pour 2050 selon différents scénarios d'émission de gaz à effet de serre sont consultables sur un site dédié publié par Météo-France en novembre 2022.

## Urbanisme

### Typologie
Au 1er janvier 2024, Le Mesnil-en-Thelle est catégorisée bourg rural, selon la nouvelle grille communale de densité à sept niveaux définie par l'Insee en 2022.
Elle appartient à l'unité urbaine de Le Mesnil-en-Thelle, une unité urbaine monocommunale constituant une ville isolée,.
Par ailleurs la commune fait partie de l'aire d'attraction de Paris, dont elle est une commune de la couronne,.

### Occupation des sols

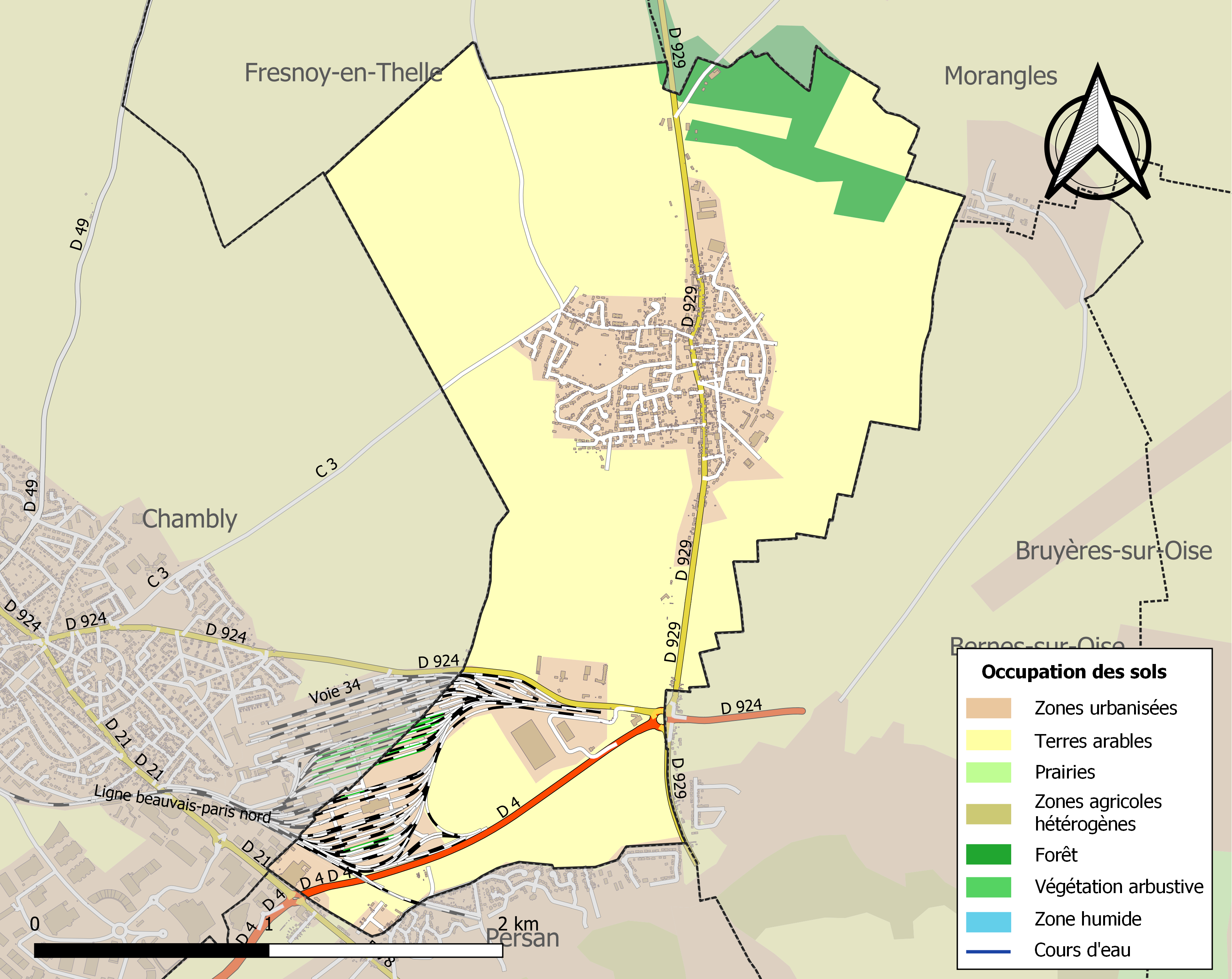
Carte des infrastructures et de l'occupation des sols de la commune en 2018 (CLC).

L'occupation des sols de la commune, telle qu'elle ressort de la base de données européenne d'occupation biophysique des sols Corine Land Cover (CLC), est marquée par l'importance des territoires agricoles (73,2 % en 2018), en diminution par rapport à 1990 (77,3 %).
La répartition détaillée en 2018 est la suivante :terres arables (73,2 %), zones urbanisées (13,7 %), zones industrielles ou commerciales et réseaux de communication (8,2 %), forêts (4,8 %).
L'évolution de l'occupation des sols de la commune et de ses infrastructures peut être observée sur les différentes représentations cartographiques du territoire : la carte de Cassini (XVIIIe siècle), la carte d'état-major (1820-1866) et les cartes ou photos aériennes de l'IGN pour la période actuelle (1950 à aujourd'hui).

### Lieux-dits, hameaux et écarts
La commune comprend un hameau, la Croix-Madelon, situé à 4 km en limite de la commune de Persan.

### Habitat et logement
En 2021, le nombre total de logements dans la commune était de 1 026, alors qu'il était de 973 en 2016 et de 930 en 2011.
Parmi ces logements, 95 % étaient des résidences principales, 0,4 % des résidences secondaires et 4,5 % des logements vacants. Ces logements étaient pour 81,6 % d'entre eux des maisons individuelles et pour 18,1 % des appartements.
Le tableau ci-dessous présente la typologie des logements au Le Mesnil-en-Thelle en 2021 en comparaison avec celle de l'Oise et de la France entière. Une caractéristique marquante du parc de logements est ainsi la faible proportion des résidences secondaires et logements occasionnels (0,4 %) par rapport au département (2,4 %) et à la France entière (9,7 %).
| Typologie                                               | Le Mesnil-en-Thelle | Oise | France entière |
| ------------------------------------------------------- | ------------------- | ---- | -------------- |
| Résidences principales (en %)                           | 95                  | 90,5 | 82,2           |
| Résidences secondaires et logements occasionnels (en %) | 0,4                 | 2,4  | 9,7            |
| Logements vacants (en %)                                | 4,5                 | 7    | 8,1            |

### Voies de communication et transports
Le Mesnil-en-Thelle est desservi par l'ancienne route nationale 329 (actuelle RD 929), qui le relie à Beaumont-sur-Oise et à l'autoroute A16.
La commune est desservie, en 2023, par la ligne 1 du réseau Pass Thelle Bus et par les lignes 6131, 6132, 6201 et 6234 du réseau interurbain de l'Oise.
Les stations de chemin de fer les plus proches sont les gares de Chamby et de Persan-Beaumont, cette dernière, mieux desservie, accueille des trains de la ligne H du Transilien (réseau Paris-Nord) et du TER Hauts-de-France (ligne de Paris-Nord à Beauvais.

## Toponymie
Le nom de la localité est attesté sous les formes Mansionile sancti Dionysii (vers 980) ; Petrus de mesnil (1110) ; de Mesnilio sancti Dyonisii (vers 1160) ; apud Mesnolium sancti Dionisii (1199) ; apud Masnilium (1223) ; de Mesnillio sancti Dionisii (1240) ; apud Menilium sancti Dionisii (1250) ; le Maisnil (1257) ; Mesnilium sancti Dyonisii prope Bellum montem (1275) ; de Mesnilio sancti Dyonisii (XIIIe) ; apud Menelium sancti Dionisii (XIIIe) ; Mesnil Saint Denys (1331) ; « le Mesnil de lez Beaumont que l'on dit le Mesnil saint Denis » (1340) ; le Menil (vers 1485) ; eccl. de Mesnilio sancti Dionysii (XVe) ; Mesnil saint Denis (1522) ; « le Mesnil saint Denis autrement dit Menou » (1550) ; « Menou autrement appellé le Mesnil sainct Denys » (1554) ; le Mesnil Saint Denis (1667) ; Menil Saint Denis (1785) ; le Ménil-Denis (1794) ; le Mesnil-en-Thelle (1914) ; Mesnil-en-Thelle (1946).

Mesnil vient de l'ancien français Maisnil puis Ménil, qui ont pour origine le mot latin manse qui signifie maison de paysan. L'appellation la plus ancienne du Mesnil date du Xe siècle : Mansionile Sancti Dyonisii. Au XIe il évolue en Le Maisnil. En 1340, Le Mesnil-en-Thelle s'appelait Mesnil Les Beaumont, puis devint Mesnil Saint Denis.
C'est en 1911 qu'est donné à la commune son nom actuel de Mesnil-en-Thelle.
Le « pays de Thelle » est une région naturelle de France comprise dans le département de l'Oise.

## Histoire

### Ancien Régime
Le. Mesnil-Saint-Denis est compris dans le comté de Beaumont-sur-Oise et dans la baronnie,de Persan.
Selon Louis Graves, « La terre fut acquise en 1489 par Charles de La Rivière, seigneur du colombier de Persan, dont le petit-fils Rolland de La Rivière était en 1559 gentilhomme ordinaire de la maison du roi. Celui-ci déshérita vers 1584 Charles son fils aîné, qui s'était marié contre son gré. Le petit-fils René de La Rivière, reçut en 1684 la foi et hommage qui lui fut faite de la terre de Cires-les-Mello, laquelle était mouvante de Persan, au nom d'Henri de Bourbon, prince de Condé, donataire du roi pour la baronnie de Mello et autres lieux provenant d'Henri II, duc de Montmorency. »

### Époque contemporaine
En 1842, la commune dispose d'une école située dans une chaumière. On y produisait des pavés de grès extraits s'une carrière dans le bois du Mont-Perreux et servant au pavage des routes, et de nombreux habitants produisaient des boutons de soie. Le village est alors constitué de deux larges rues se croisant à angle droit.
Une sucrerie est créée en 1870. Vendue après la Première Guerre mondiale, elle est transformée en usine de pâte à papier dont les riverains se plaignent avant d'en obtenir la fermeture.
Le village est desservi de 1879 à 1959 par le chemin de fer de Hermes à Beaumont, une ligne de chemin de fer secondaire à voie métrique servant aux déplacements des habitants et au transport de marchandises, exploité à traction vapeur, puis, à partir de 1936, par autorails pour les voyageurs,.

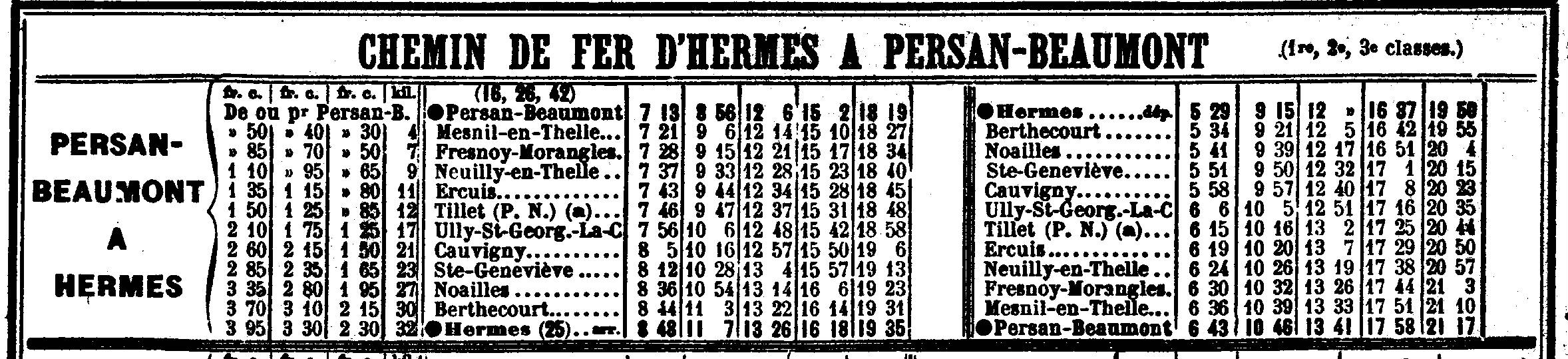
Horaire de la ligne en mai 1914.
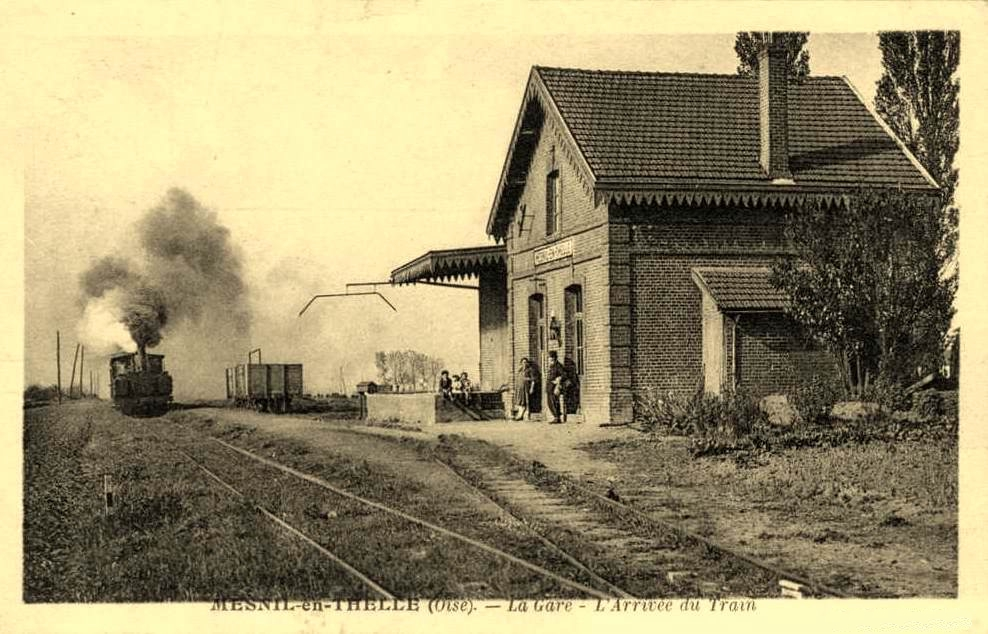
La gare au début du XXe siècle.

À la fin du XIXe siècle et au début du XXe siècle, la commune accueille une fabrique de passementerie ainsi qu'une huilerie, une râperie, une sucrerie et quelques vignobles. En 1934, elle disposait de quatre cafés. En 1920, le bureau de poste (réhabilité en 1998) est construit à l'emplacement du presbytère.
En 1962, les deux premières classes du groupe scolaire Joliot-Curie sont livrées, suivies en 1986 par le complexe sportif "Omer Bée" et de la Bibliothèque municipale. La cantine scolaire est construitre en 1992, la salle des associations en 1995, le stade Guy-Roux en 1998 (équipé de vestiaires et agrandi depuis), le Parc du 19 mars 1962 est aménagé en 1999, l'école maternelle Antoine-de-Saint-Exupéry est livrée en 2010.

## Politique et administration

### Rattachements administratifs et électoraux

#### Rattachements administratifs
La commune se trouve  dans l'arrondissement de Senlis du département de l'Oise.
Elle faisait partie depuis 1801 du canton de Neuilly-en-Thelle. Dans le cadre du redécoupage cantonal de 2014 en France, cette circonscription administrative territoriale a disparu, et le canton n'est plus qu'une circonscription électorale.

#### Rattachements électoraux
Pour les élections départementales, la commune fait partie depuis 2014 du canton de Chantilly.
Pour l'élection des députés, elle fait partie de la troisième circonscription de l'Oise.

### Intercommunalité
La commune faisait partie de la communauté de communes du pays de Thelle, un établissement public de coopération intercommunale (EPCI) à fiscalité propre créé en 1996 et auquel la commune avait transféré un certain nombre de ses compétences, dans les conditions déterminées par le code général des collectivités territoriales.
Dans le cadre des dispositions de la loi portant nouvelle organisation territoriale de la République (Loi NOTRe) du 7 août 2015, qui prévoit que les établissements publics de coopération intercommunale (EPCI) à fiscalité propre doivent avoir un minimum de 15 000 habitants, le préfet de l'Oise a publié en octobre 2015 un projet de nouveau schéma départemental de coopération intercommunale, qui prévoit la fusion de plusieurs intercommunalités, et en particulier de la communauté de communes du Pays de Thelle et de la communauté de communes la Ruraloise, formant ainsi une intercommunalité de 42 communes et de 59 626 habitants,.
C'est ainsi qu'est créée le 1er janvier 2017 la communauté de communes Thelloise dont fait désormais partie la commune.

### Liste des maires
| Période                                  | Période                        | Identité        | Étiquette | Qualité                                                                                 |
| ---------------------------------------- | ------------------------------ | --------------- | --------- | --------------------------------------------------------------------------------------- |
| Les données manquantes sont à compléter. |                                |                 |           |                                                                                         |
|                                          |                                |                 |           |                                                                                         |
| 1944                                     | mars 1977                      | Omer Bée,       | PCF       | Résistant FTP Comité local de libération puis élu maire                                 |
| mars 1977                                | juin 1995                      | Robert Lehr,    | PCF       |                                                                                         |
| juin 1995                                | avril 2023                     | Alain Duclercq, | DVD       | Médecin Vice-président de la CC du Pays de Thelle et Ruraloise (2017 → ) Démissionnaire |
| avril 2023,                              | En cours (au 19 décembre 2024) | Nadia Moria     |           | Assistante pédagogique                                                                  |

## Équipements et services publics

### Eau et déchets
La commune dispose d'une station d'épuration intercommunale des eaux usées et d'une déchèterie, également intercommunale, ouverte en 2007.

### Espaces publics
La commune a obtenu sa première Fleur au concours des villes et villages fleuris en 2019.

### Enseignement
La commune dispose du groupe scolaire Joliot-Curie  et d'un centre périscolaire avec cantine et halte-garderie. À la suite de la réalisation de l'important lotissement de la Plaine des Boursaults  de 10 ha, destiné à compter 177 logements, quatre classes ont été ouvertes à la rentrée 2022, afin d'accueillir au total 330 élèves.
Les enfants poursuivent habituellement leurs études au collège Henry-de-Montherlant de Neuilly-en-Thelle et aux lycées de Méru.

### Équipements culturels
- Médiathèque municipale Claude Despres, construite en 2016[34]

### Postes et télécommunications
Une agence postale communale est installée en janvier 2025 en mairie.

## Population et société

### Démographie
Les habitants sont les mesnilois et les mesniloises.

#### Évolution démographique
L'évolution du nombre d'habitants est connue à travers les recensements de la population effectués dans la commune depuis 1793. Pour les communes de moins de 10 000 habitants, une enquête de recensement portant sur toute la population est réalisée tous les cinq ans, les populations de référence des années intermédiaires étant quant à elles estimées par interpolation ou extrapolation. Pour la commune, le premier recensement exhaustif entrant dans le cadre du nouveau dispositif a été réalisé en 2006.

En 2022, la commune comptait 2 392 habitants, en évolution de +6,93 % par rapport à 2016 (Oise : +0,87 %, France hors Mayotte : +2,11 %).
| 1793 | 1800 | 1806 | 1821 | 1831 | 1836 | 1841 | 1846 | 1851 |
| ---- | ---- | ---- | ---- | ---- | ---- | ---- | ---- | ---- |
| 536  | 520  | 505  | 501  | 501  | 515  | 476  | 483  | 438  |

| 1856 | 1861 | 1866 | 1872 | 1876 | 1881 | 1886 | 1891 | 1896 |
| ---- | ---- | ---- | ---- | ---- | ---- | ---- | ---- | ---- |
| 439  | 454  | 444  | 430  | 436  | 420  | 398  | 390  | 389  |

| 1901 | 1906 | 1911 | 1921 | 1926 | 1931 | 1936 | 1946 | 1954 |
| ---- | ---- | ---- | ---- | ---- | ---- | ---- | ---- | ---- |
| 389  | 416  | 399  | 481  | 484  | 600  | 596  | 607  | 588  |

| 1962 | 1968 | 1975  | 1982  | 1990  | 1999  | 2006  | 2011  | 2016  |
| ---- | ---- | ----- | ----- | ----- | ----- | ----- | ----- | ----- |
| 625  | 824  | 1 310 | 1 516 | 2 118 | 2 089 | 2 282 | 2 288 | 2 237 |

| 2021  | 2022  | - | - | - | - | - | - | - |
| ----- | ----- | - | - | - | - | - | - | - |
| 2 329 | 2 392 | - | - | - | - | - | - | - |

#### Pyramide des âges
La population de la commune est relativement jeune.
En 2018, le taux de personnes d'un âge inférieur à 30 ans s'élève à 32,5 %, soit en dessous de la moyenne départementale (37,3 %). À l'inverse, le taux de personnes d'âge supérieur à 60 ans est de 24,6 % la même année, alors qu'il est de 22,8 % au niveau départemental.
En 2018, la commune comptait 1 096 hommes pour 1 121 femmes, soit un taux de 50,56 % de femmes, légèrement inférieur au taux départemental (51,11 %).
Les pyramides des âges de la commune et du département s'établissent comme suit.
| Hommes | Classe d’âge | Femmes |
| ------ | ------------ | ------ |
| 0,1    | 90 ou +      | 0,5    |
| 5,1    | 75-89 ans    | 7,8    |
| 16,4   | 60-74 ans    | 19,4   |
| 24,8   | 45-59 ans    | 22,2   |
| 19,2   | 30-44 ans    | 19,5   |
| 15,5   | 15-29 ans    | 13,1   |
| 18,9   | 0-14 ans     | 17,5   |

| Hommes | Classe d’âge | Femmes |
| ------ | ------------ | ------ |
| 0,5    | 90 ou +      | 1,4    |
| 5,5    | 75-89 ans    | 7,6    |
| 15,6   | 60-74 ans    | 16,3   |
| 20,8   | 45-59 ans    | 20     |
| 19,4   | 30-44 ans    | 19,4   |
| 17,6   | 15-29 ans    | 16,2   |
| 20,6   | 0-14 ans     | 19,1   |

### Sports et loisirs
Le club de football  est le CSM Mesnil-en-Thelle.
Le club de rugby RC Porte de l’Oise, créé en 2022, utilise également  le terrain du stade Guy-Roux du Mesnil-en-Thelle

### Vie associative
Des associations font fonctionner une école de musique et une bibliothèque, qui dispose d'un partenariatavec la médiathèque départementale de l'Oise.

## Économie
Le village dispose en 2016 de cinq commerces de proximité (un magasin de meubles, une grande surface de bricolage, une boulangerie, une pharmacie et une épicerie de proximité), ainsi que deux cafés. Elle compte également un électricien chauffagiste, un maçon, un informaticien, et deux salons de coiffure.
Une partie de l'atelier de Moulin Neuf de la SNCF se trouve sur la commune.
Le magasin Mr Bricolage de Chambly – Persan se trouve sur la commune.
Un espace de coworking a été aménagé en 2023 au sous-sol de l'ancien siège de la coopérative agricole Agora.

## Culture locale et patrimoine

### Lieux et monuments

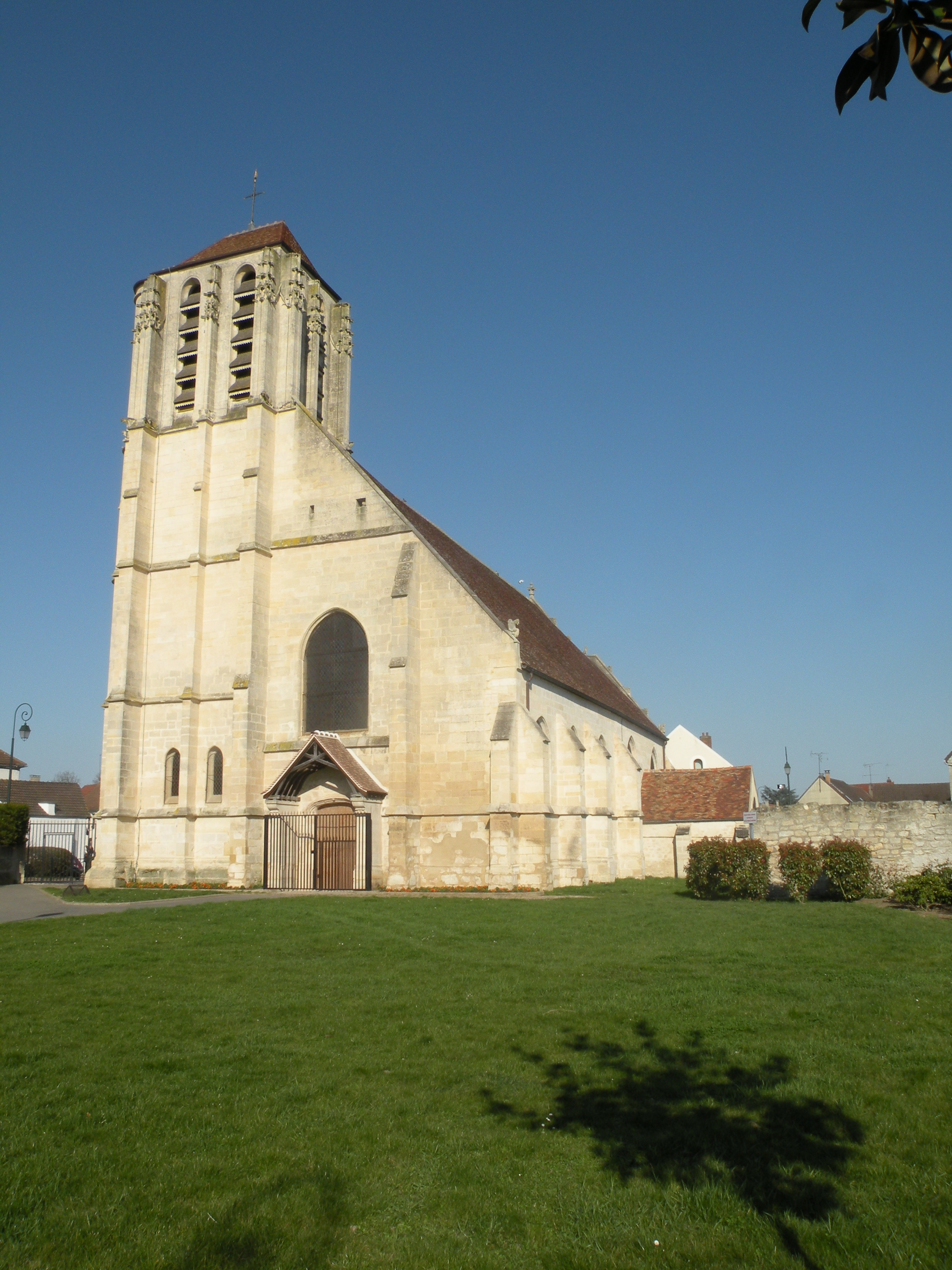
L'église Saint-Michel.

Le Mesnil-en-Thelle compte un monument historique sur son territoire :
- L'église Saint-Michel  Classée MH (1966)[44], rue de la Libération. Cette église-halle à vaisseau central, surhaussée, avec voûte en pierre semble avoir succédé à une nef initiale romane, et le chœur-halle à chevet plat semble dater du XIIIe siècle. Après les destructions dues à la guerre de Cent ans, le bas-côtés, les voûtes et le clocher latéral sont construits style gothique flamboyant très sobre à partir de 1500, puis la sacristie à l'époque classique. 
L'église est détruite à 80 % par les bombardements de juin 1940 et restaurée grâce aux dommages de la guerre de 1940[45],[46].

On peut également signaler : 
- Le monument aux morts, inauguré en octobre 1921 et édifié en mémoire des soldats mesnilois morts durant ou à la suite de la Première Guerre mondiale[17].

### Héraldique
| Blason de Le Mesnil-en-Thelle | Blason  | D'azur aux trois abeilles d'or disposées 2 et 1. Ornements extérieursL'écu surmonté d'une couronne muralle. |
| Blason de Le Mesnil-en-Thelle | Détails | Le statut officiel du blason reste à déterminer.                                                            |

## Pour approfondir